# Аничкин, Геннадий Викторович
Генна́дий Ви́кторович А́ничкин (род. 28 января 1959 года, Ростов-на-Дону, СССР) — российский деятель муниципального управления. Глава муниципального округа Басманный города Москвы.

## Биография
В 1988 году окончил Московский ордена Красного Знамени автомобильно-дорожный институт (МАДИ).
Председательствовал в городской московской ревизионной комиссии ВЛКСМ вплоть до октября 1990 года. Начиная с октября 1990 года занимал пост гендиректора компании «Филантроп», относящейся к Всероссийскому обществу инвалидов. Впоследствии перешёл на должность руководителя фонда «Филантроп», заняв пост президента. В 1992 году руководил московским отделением отечественного Союза молодёжи. В 1994 году перешёл в банк «Диго», став членом Совета банка. В 2012 году начал руководить внутригородским муниципальным образованием района Басманный, а в 2013 году возглавил одноимённый округ.
Занимал несколько чиновничьих должностей в Общественной палате Москвы в сфере образования, этики, организационной работы и регламента. Член Общественного наблюдательного совета…по поддержке семьи при Правительстве Москвы (2007—2012). В сентябре 2007 года вошёл в состав Межведомственной рабочей группы по вопросам социального партнерства с общественными объединениями, представляющими интересы инвалидов Правительства Москвы. Член Комиссии по защите прав детей, относящейся к Общественной палате. В феврале 2012 года избран членом Общественного совета при префекте Центрального административного округа.
Трижды избран депутатом муниципального собрания в Басманном районе в 2008, 2012 и 2017 гг. До этого представительский опыт имел в Собрании района Лефортово в качестве советника.
Как кандидат от всероссийской партии «Единая Россия», в 2008 году избирался в третьем округе. Основным местом работы в тот период был академический государственный Малый театр, где он занимал должность заместителя генерального директора и генерального директора.
В 2012 году баллотировался как самовыдвиженец, работая в тот период в фонде «Филантроп». В 2017 году избирался во втором округе от регионального московского отделения «Единой России». Основным местом работы был Басманный муниципальный округ, которым он руководил. После перевыборов в 2017 году на первом заседании нового созыва был переизбран на должность руководителя муниципального округа. Вместе с ним на должность претендовала Евгения Ремизова от партии «Яблоко». Аничкин победил по результатам голосования с перевесом в 4 голоса.
Сейчас возглавляет муниципальный округ Басманный. Одновременно с этим руководит фондом «Филантроп», являясь его президентом и председателем Попечительского совета. При фонде существует премия с тем же названием, которая вручается за литературное, художественное творчество и исполнительские виды искусства. Правительственным постановлением № 741 от 2005 года премия включена в перечень международных мероприятий.
В 2019 году был заподозрен в конфликте интересов из-за выделения на безвозмездной основе помещения фонду «Филантроп», который возглавляет. С этого времени деятельность фонда, кроме присуждения премии, приостановлена.
Почётный житель муниципального образования Красносельское (2011).
Главный редактор газеты «ФИЛАНТРОПиЯ».